# Wielkie Łąki
Wielkie Łąki (niem. Hillersdorf, w latach 1945-1953 Niewola) – wieś w Polsce położona w województwie opolskim, w powiecie nyskim, w gminie Korfantów.
W latach 1975–1998 miejscowość administracyjnie należała do ówczesnego województwa opolskiego.
Przysiółkiem wsi są Wyrębiny.
Wielkie Łąki zostały założone jako Hillersdorf w 1844 przez protestanckich osadników z Prudnika i Austrii. Wieś posiadała pieczęć gminną z napisem  GEMEINDE | PREUSSISCH | HILLERSDORF | FALKENBERG | CREIS.